# Martin Studach
Martin Andreas Studach (ur. 17 maja 1944 w Zurychu, zm. 24 marca 2007 tamże) – szwajcarski wioślarz.

## Życiorys
Dwukrotnie wystartował na igrzyskach olimpijskich: w 1964 i 1968 w dwójce podwójnej w parze z Melchiorem Bürginem. W Tokio zajął 4. miejsce, a w Meksyku był 11.
W 1966 wraz z Bürginem został mistrzem świata w dwójce podwójnej.
W 1965 i 1967 razem z Bürginem został mistrzem Europy w dwójce podwójnej, a w 1964 w tej samej konkurencji zdobył brązowy medal.
Zmarł 24 marca 2007 na niewydolność serca, której doznał podczas wiosłowania.

## Życie osobiste
Był synem Eugena. Miał żonę i czworo dzieci.